# Our Dear Angel/Go Man
Our Dear Angel/Go Man è un singolo della cantante statunitense Marva Jan Marrow, pubblicato dalla Numero Uno nel 1973.

## I brani

### Our Dear Angel
Our Dear Angel, presente sul lato A dell disco, è la cover inglese de Il nostro caro angelo. L'adattamento in inglese è di Marva Jan Marrow, mentre il testo originale è di Mogol (Giulio Rapetti) e, la musica, di Lucio Battisti. L'arrangiamento è curato da Claudio Pascoli.

### Go Man
Go Man, presente sul lato B del disco, è il brano estratto dall'album Blu Gang - E vissero per sempre felici e ammazzati, tratto dall'omonimo film. Il testo è di Marva Jan Marrow, mentre la musica è di Tony Renis. La chitarra solista è suonata da Maurizio De Angelis. 

## Tracce
1. Our Dear Angel (Il nostro caro angelo) – 4:53 (Battisti-Mogol – adattamento in inglese: Marva Jan Marrow; edizioni musicali Acqua Azzurra (Milano))
2. Go Man – 3:17 (testo: Marva Jan Marrow – musica: Tony Renis; edizioni musicali PECEF (Parigi))